# Thysanina similis
Thysanina similis är en spindelart som beskrevs av Lilian Lyle och Célio F.B. Haddad 2006. Thysanina similis ingår i släktet Thysanina och familjen flinkspindlar.
Artens utbredningsområde är Tanzania. Inga underarter finns listade i Catalogue of Life.